# Гирибет, Антони
Антони Гирибет Фитер (кат. Antoni Giribet Fiter, родился 31 декабря 1965 года) — андоррский футболист и футбольный функционер, председатель Футбольной федерации Андорры в 2009—2013 годах.

## Биография
В возрасте 17 лет начал играть за команду «Андорра», через три года перешёл в клуб «Сан-Жулиа», где был игроком и президентом команды. Работал администратором в компании в области электроэнергетики. Президентом «Сан-Жулиа» оставался до 2009 года, пока не был избран главой Футбольной федерации Андорры. Под руководством Хирибета клуб в сезоне 2009/2010 Лиги чемпионов УЕФА выиграл двухматчевое противостояние с сан-маринским клубом «Тре Фиори», победив его в серии пенальти, и прошёл во второй раунд Лиги чемпионов. Это была первая победа андоррского клуба за историю Лиги чемпионов УЕФА.
В октябре 2013 года уступил пост президента Футбольной федерации Андорры Виктору Сантосу. Женат, есть ребёнок.